# Sauropus asymmetricus
Sauropus asymmetricus är en emblikaväxtart som beskrevs av P.C.van Welzen. Sauropus asymmetricus ingår i släktet Sauropus och familjen emblikaväxter.
Artens utbredningsområde är Sumatera. Inga underarter finns listade i Catalogue of Life.